# Ter Aalst
Ter Aalst is een buurtschap in de gemeente Oosterhout in de Nederlandse provincie Noord-Brabant. Het ligt ten westen van de plaats Oosterhout.
In 1840 had Ter Aalst 19 huizen met 88 inwoners. Tegenwoordig heeft Ter Aalst 8 huizen met 20 bewoners. Ter Aalst is een buurt waar iedereen elkaar kent.
Stad: Oosterhout      Dorpen: Den Hout · Dorst · Oosteind

Buurtschappen: Baarschot · Eind van den Hout · Groenendijk · Heikant · Heistraat · Hespelaar · Seters · Steenoven · Ter Aalst · Vijfhuizen · Vrachelen

Noord-Brabant: Steden en dorpen      Nederland: Provincies · Gemeenten